# Liste der Monuments historiques in Cauroy-lès-Hermonville
Die Liste der Monuments historiques in Cauroy-lès-Hermonville führt die Monuments historiques in der französischen Gemeinde Cauroy-lès-Hermonville auf.

## Liste der Immobilien
| Bezeichnung                     | Beschreibung            | Standort                                         | Kennzeichnung | Schutzstatus | Datum | Bild           |
| ------------------------------- | ----------------------- | ------------------------------------------------ | ------------- | ------------ | ----- | -------------- |
| Kirche Notre-Dame-et-St-Nicaise | aus dem 12. Jahrhundert | 2 place du Maréchal-de-Lattre-de-Tassigny (Lage) | PA00078606    | Classé       | 1862  | weitere Bilder |

## Liste der Objekte
| Bezeichnung                           | Beschreibung                                                        | Standort                                      | Kennzeichnung | Schutzstatus    | Datum  | Bild |
| ------------------------------------- | ------------------------------------------------------------------- | --------------------------------------------- | ------------- | --------------- | ------ | ---- |
| Skulpturengruppe Unterweisung Mariens | Stein, 17. Jahrhundert                                              | in der Kirche Notre-Dame-et-St-Nicaise (Lage) | PM51000135    | Classé          | 1908   |      |
| Skulptur Heiliger Fiacrius            | Stein, 16. Jahrhundert                                              | in der Kirche Notre-Dame-et-St-Nicaise (Lage) | PM51000133    | Classé          | 1908   |      |
| Skulptur Heiliger Nicasius            | Stein, 16. Jahrhundert; wohl während des Ersten Weltkriegs zerstört | in der Kirche Notre-Dame-et-St-Nicaise (Lage) | PM51001340    | Classé gelöscht | ? 1942 |      |
| Hauptaltar                            | Altartisch und Retabel; Holz, bezeichnet 1687                       | in der Kirche Notre-Dame-et-St-Nicaise (Lage) | PM51000136    | Classé          | 1908   |      |
| Marienaltar                           | linker Seitenaltar; Retabel; Stein, bezeichnet 1547                 | in der Kirche Notre-Dame-et-St-Nicaise (Lage) | PM51000134    | Classé          | 1862   |      |
| Skulptur Sitzende Madonna             | Stein, 16. Jahrhundert                                              | in der Kirche Notre-Dame-et-St-Nicaise (Lage) | PM51000132    | Classé          | 1908   |      |
| Skulptur Madonna                      | Stein, 17. Jahrhundert; wohl während des Ersten Weltkriegs zerstört | in der Kirche Notre-Dame-et-St-Nicaise (Lage) | PM51001341    | Classé gelöscht | ? 1944 |      |
| Skulptur Heiliger Nikolaus            | Stein, 16. Jahrhundert; wohl während des Ersten Weltkriegs zerstört | in der Kirche Notre-Dame-et-St-Nicaise (Lage) | PM51001342    | Classé gelöscht | ? 1950 |      |
| Vier Leuchterengel                    | Holz, farbig gefasst, Ende des 17. Jahrhunderts                     | in der Kirche Notre-Dame-et-St-Nicaise (Lage) | PM51001720    | Classé          | 2002   |      |